# Cerodirphia nadiana
Cerodirphia nadiana är en fjärilsart som beskrevs av Lemaire 1975. Cerodirphia nadiana ingår i släktet Cerodirphia och familjen påfågelsspinnare. Inga underarter finns listade i Catalogue of Life.